# NGC 7185
NGC 7185 é uma galáxia elíptica (E/SB0) localizada na direcção da constelação de Aquarius. Possui uma declinação de -20° 28' 17" e uma ascensão recta de 22 horas, 02 minutos e 56,6 segundos.
A galáxia NGC 7185 foi descoberta em 23 de Setembro de 1830 por John Herschel.